# Sorgen och stjärnan
Sorgen och stjärnan är en diktsamling av Gunnar Ekelöf utgiven 1936.
Samlingen skildrar huvudsakligen intryck från naturupplevelser, bland annat i den långa dikten Sommarnatten, och anknyter till den svenska romantiken med bland andra Stagnelius.
Sorgen och stjärnan fick vid sin utgivning ett mycket positivt mottagande. Själv tog emellertid Ekelöf med åren kraftigt avstånd från boken och beskrev dikterna som sina mest sentimentala och oäkta.